# Енкенбах-Альзенборн
Енкенбах-Альзенборн (нім. Enkenbach-Alsenborn) — громада в Німеччині, розташована в землі Рейнланд-Пфальц. Входить до складу району Кайзерслаутерн. Центр об'єднання громад Енкенбах-Альзенборн.
Площа — 30 км2. Населення становить 7088 ос. (станом на 31 грудня 2020).

## Галерея

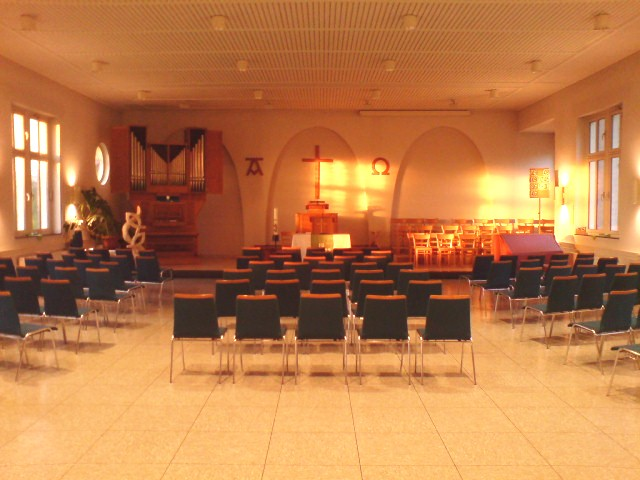
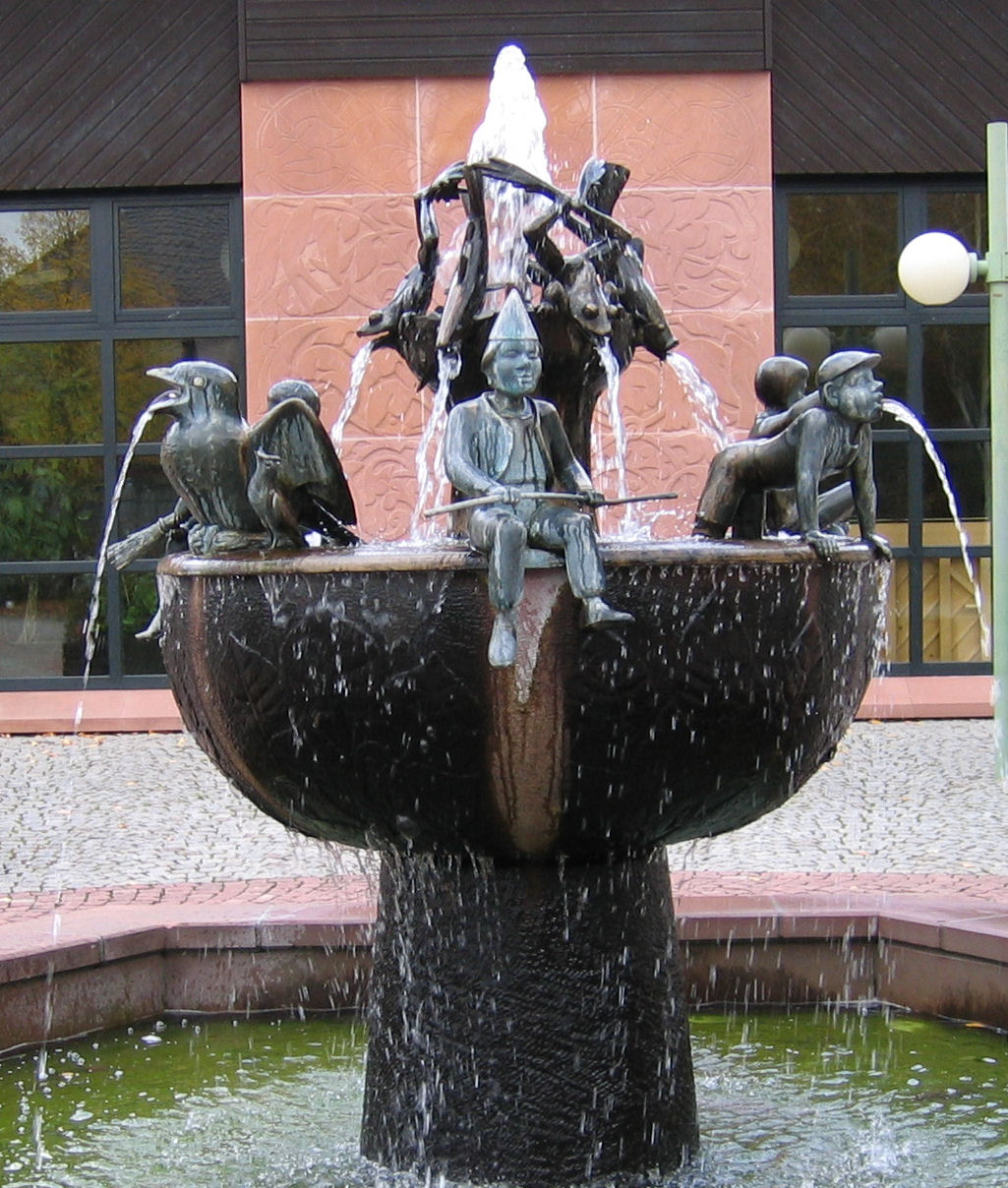
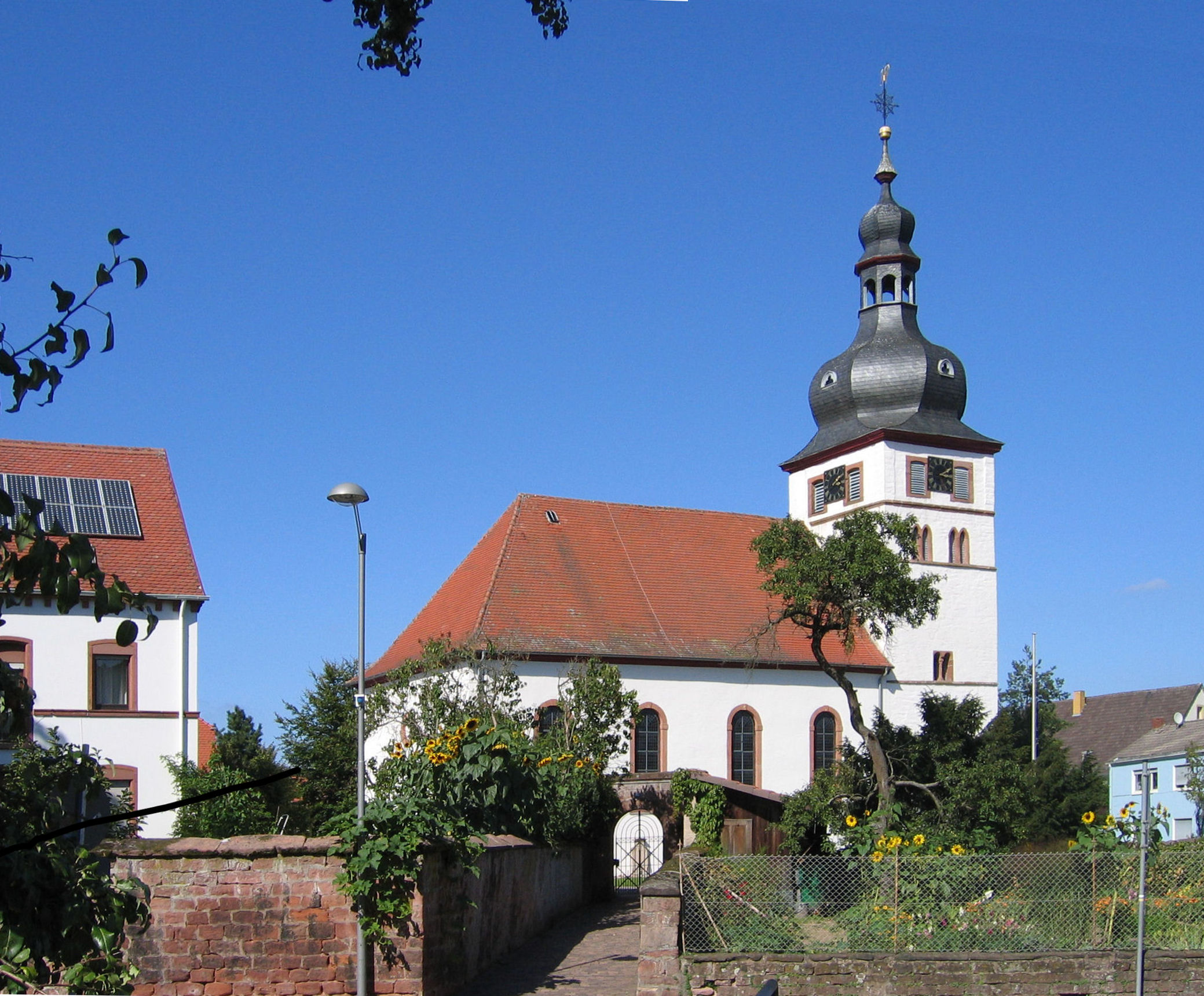
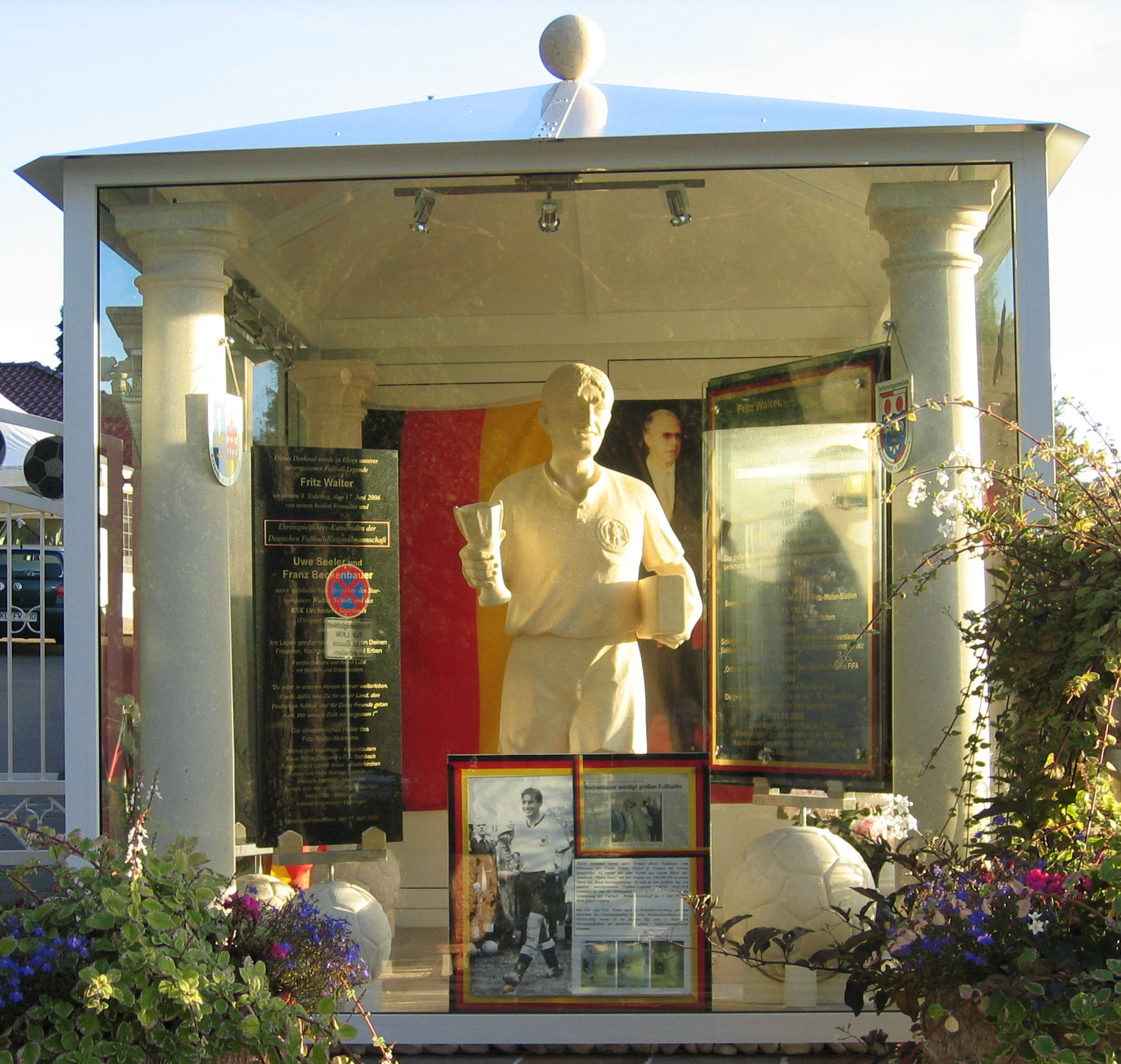
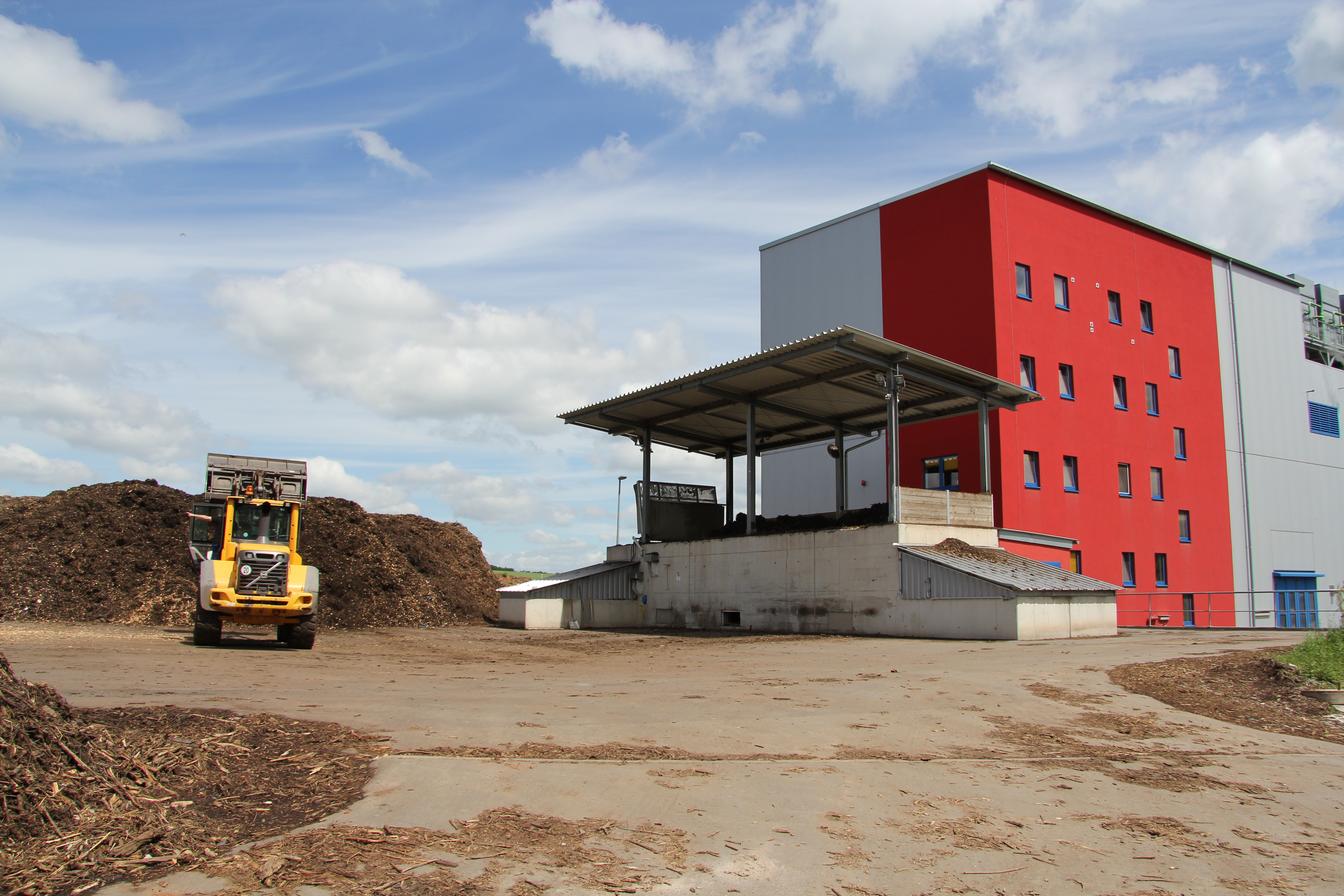
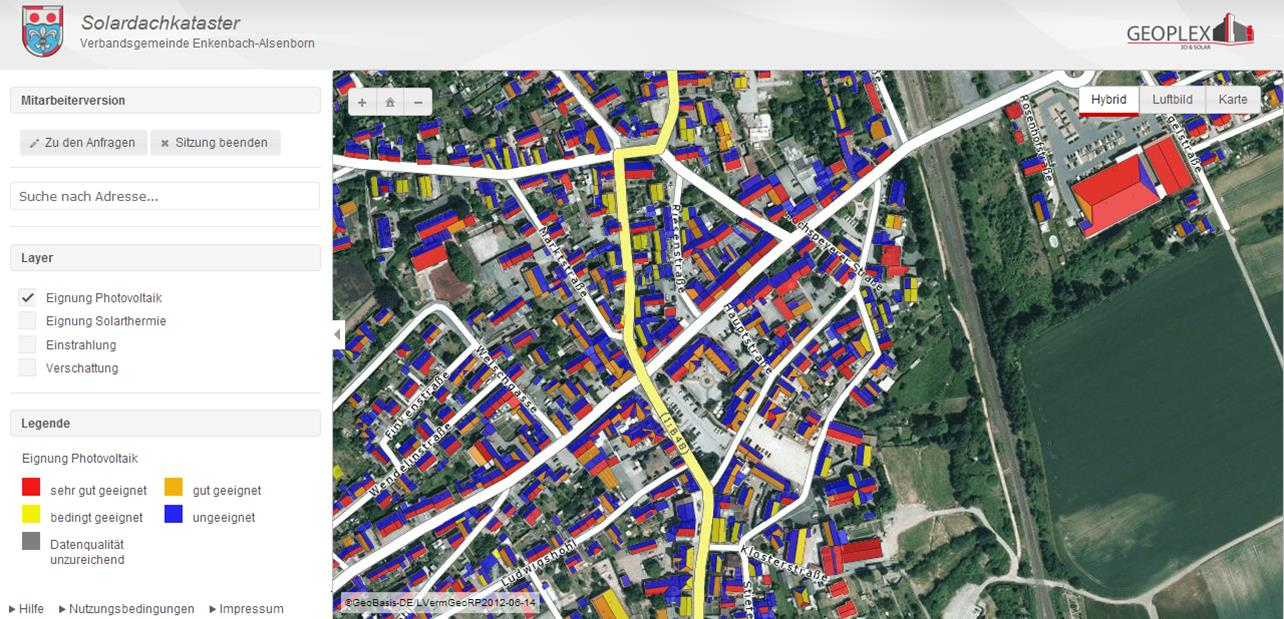